# Territorio de Quintana Roo
El territorio de Quintana Roo fue un territorio federal de México que existió en periodos discontinuos de 1902 a 1974, cuando se elevó su estatus a estado y fue anexado a la Federación como Quintana Roo.

## Historia
Se creó el 24 de noviembre de 1902 por decreto presidencial de Porfirio Díaz y siendo su primer jefe político al general José María de la Vega. Su capital era la ciudad de Santa Cruz de Bravo, y comprendía una superficie de 50 844 km². La principal motivación para crear el territorio, entre otros factores, fue que el ejército de la federación pudiera hacer frente a los indígenas mayas y pacificara la región.
Una década más tarde y en plena Revolución Mexicana, los políticos yucatecos alegaron que la creación de Quintana Roo había sido producto del dictador Porfirio Díaz y propusieron que les fuera devuelto territorio. De este modo el 10 de junio de 1913 Venustiano Carranza, presionado por los intereses económicos y políticos peninsulares, decretó la reintegración del territorio en Yucatán.
Tras los hechos curridos en 1915, en los cuales Abel Ortiz Argumedo se sublevó en Yucatán con la pretensión de crear una nueva república, sumadas a la oposición de los mayas en esta región, Carranza dispuso que el territorio fuera restablecido el 28 de junio del mismo año. Una vez fue vencida la sublevación en Yucatán, fue enviado a Santa Cruz de Bravo el general Salvador Alvarado con el fin de calmar los ánimos beligerantes de los indígenas mayas, quienes exigían el retiro de tropas y la restitución de sus tierras; este les entregó el poblado y el área circundante. Los mayas, temerosos entonces de ser nuevamente parte de ataques de este tipo, destruyeron la infraestructura existente y se incomunicaron con el exterior. Después de esto nunca volvieron a levantarse en armas. La capital entonces fue trasladada a Payo Obispo.
El territorio fue nuevamente suprimido el 14 de diciembre de 1931 por el presidente Pascual Ortiz Rubio, aduciendo limitaciones económicas en el erario para su sostenimiento, y fue anexado entonces por los estados de Yucatán (zona norte) y Campeche (zona sur). Debido al descontento de los pobladores del exiguo Quintana Roo, se creó el Comité Pro-Territorio de Quintana Roo, que tras muchas protestas logró la restitución del mismo el 11 de enero de 1935. Un año después, su capital Payo Obispo cambió de nombre y se convirtió en Chetumal.
El huracán Janet fue un fenómeno meteorológico de gran magnitud que dejó una profunda huella en el Caribe y México en septiembre del año de 1955. Considerado uno de los huracanes más intensos del Atlántico de su época, Janet se formó en el este de las Antillas Menores y se desplazó hacia el oeste, intensificándose rápidamente hasta alcanzar la categoría 5 en la escala de Saffir-Simpson. Su impacto fue devastador, causando una destrucción sin precedentes en las zonas por las que atravesó. Con vientos máximos de 280 km/h y una presión mínima de 914 hPa, Janet tocó tierra en la Península de Yucatán con una fuerza inimaginable. Las consecuencias fueron catastróficas destruyendo las casas de madera que se vieron como la antigua Payo Obispo y recostruir una ciudad desde ese año. 
El crecimiento económico y poblacional que vivió Quintana Roo a partir de la construcción del puerto de Cancún y del desarrollo agrícola y agroindustrial en el sur, permitió que este fuera elevado a la categoría de estado de la federación el 8 de octubre de 1974.